# Ester Fox
Ester Eleonora Karlberg, född Lahti, artistnamn Ester Fox, född 22 maj 1994 i Uppsala, är en svensk artist, låtskrivare, producent och konstnär. Hon har bland annat medverkat i svenska idol, vunnit svensktoppen nästa P4 Uppland, uppträtt på SVTs gala för "Portkod1525" och blivit omskriven i musikmagasinet GAFFA
Våren 2016 släppte hon sin debut EP "Ecstasy" som hon turnerade med samma sommar på bland annat Malmöfestivalen, Berns i Stockholm, Frizon i Örebro och Smestivalen ute i Stockholms skärgård. Den 9 april 2018 släppte hon EP:n "EXPLORING" som hon hade releasefest för på Södra Teatern tillsammans med artisterna Misell och FILIZ.

## Diskografi

### EP
1. 2016 - Ecstasy
2. 2016 - Ecstasy (The Remixes)
3. 2018 - EXPLORING

### Singlar
1. 2014 - Skyline
2. 2016 - Golden Rush
3. 2016 - Queendom